# Таборы (Гдовский район)
Таборы — деревня в Гдовском районе Псковской области России. Входит в состав Самолвовской волости Гдовского района.
Расположена на юго-западе района, в 2 км к востоку от волостного центра Самолва, в 8 км к западу от деревни Ремда. В 2 км к северу от Таборов находится Чудское озеро (Желченский залив).

## Население
Численность населения деревни на 2000 год составляла 18 человек.